# Port lotniczy Bandar Lampung-Radin Inten II
Port lotniczy Bandar Lampung-Radin Inten II (IATA: TKG, ICAO: WICT) – port lotniczy położony w Bandar Lampung, w prowincji Lampung, w Indonezji.